# Джустениче
Джустениче (итал. Giustenice) — коммуна в Италии, располагается в регионе Лигурия, в провинции Савона.
Население составляет 947 человек (2008 г.), плотность населения составляет 54 чел./км². Занимает площадь 17 км². Почтовый индекс — 17020. Телефонный код — 019.
Покровителями города почитаются святой архангел Божий Михаил, празднование 29 сентября, и священномученик Лаврентий, празднование 10 августа.

## Демография
Динамика населения:

## Администрация коммуны
- Официальный сайт: http://www.comune.giustenice.sv.it